# Maxophone (álbum)
Maxophone es el primer y único LP lanzado por la banda de rock progresivo Maxophone en 1975. El álbum tiene bastantes influencias de jazz, sinfónico clásico, jazz fusión, pop acústico, y algunos toques de rock blueseado. Después de lanzar el disco sacaron un nuevo sencillo: Il Fischio del Vapore con Cono di Gelatto; ambas canciones fueron incluidas en la versión de CD del disco

## Lista de canciones
Lado A
1. "C'è Un Paese Al Mondo" - 6:39
2. "Fase" - 7:04
3. "Al Mancato Compleanno Di una Farfalla" - 5:52

Lado B
1. "Elzeviro" - 6:47
2. "Mercanti di Pazzie" - 5:21
3. "Antiche Conclusioni Negre" - 8:54

## Otras versiones
Existe una versión en inglés del LP lanzado exclusivamente para el mercado estadounidense; las canciones no son una simple traducción del italiano, así como el orden de las canciones.